# Drugi lionski sabor
Drugi lionski sabor održao se od 7. svibnja do 12. srpnja 1274. u katedrali sv. Ivana Krstitelja i sv. Etiennea u Lyonu. Ovaj sabor Rimokatolička Crkva smatra 14. ekumenskim saborom. Papa Grgur X. sazvao je ovaj Sabor. 
Već 1272. godine, papa planira sazvati Drugi lionski sabor. Važan je među ostalim, zbog pokušaja spajanja s istočnim pravoslavnim Crkvama. Od 1054. između Pravoslavne i Katoličke crkve postoji raskol.
Papa je na Drugom lionskom saboru također pokušao okončati borbu između sukobljenih plemića u Italiji. Sabor je također najavio stroža pravila prilikom izbora pape u konklavama. Između 1268. i 1271. nije bilo pape, jer se kardinali nisu suglasili tko će biti papa. Također su dogovoreni planove za sljedeći križarski rat. 
Na Saboru je trebao sudjelovati i vrlo ugledni dominikanski teolog sv. Toma Akvinski, ali je umro na putu do Sabora. Sudjelovali su ugledni teolozi sv. Albert Veliki i sv. Bonaventura, koji je bio duša Sabora. Radeći oko ujedinjenja istočne crkve s zapadnom, teško oboli i naskoro umre, oplakan od čitavog Sabora. Grgur X. održao mu je govor, istaknuvši, kako je Crkva smrću Bonaventurinom "inaestimabile damnum perpessa", i naredio svećenicima čitavog svijeta, da svaki čita jednu misu za njegovu dušu.